# Sunsoft
Sunsoft est un développeur et éditeur de jeux vidéo fondée en 1978 comme division de Sun Electronics, ou Sun Denshi (サン電子) au Japon. Sa filiale aux États-Unis fonctionne sous le nom de Sunsoft of America, bien que les jeux édités montrent un logo sur lequel seule la marque Sunsoft est lisible.

## Histoire
En avril 1971, Sun Electronics Corporation (aussi appelé Sun Denshi) fut fondé dans la ville de Kōnan en tant que manufacturier et vendeur d'équipement électronique,.
Sun Corporation commence à s'attaquer au marché du jeu vidéo en octobre 1978,, en créant deux jeux d'arcade nommés Block challenger et Block Perfect. Les développeurs continuèrent à faire des jeux d'arcade jusqu'en 1985, date à laquelle ils commenceront à fabriquer des jeux pour les consoles de salon. Leur jeu d'arcade ayant eu le plus de succès fut Kangaroo. À cette époque, leurs jeux d'arcade sont publiés sous leur nom corporatif "Sun Electronics Corporation",.
La marque Sunsoft apparaît pour la première fois durant la seconde moitié de la décennie 80 lorsque Sun Corporation décide de développer des jeux originaux et de la technologie pour le marché de console de jeux vidéo avec l'emphase sur la Famicom. En 1985, ils sortent Atlantis no Nazo, jeu qui ne sera distribué qu'au Japon, or, le jeu qui fera vraiment leur succès sera Blaster Master, sorti en 1988 sous le nom de Chô Wakusei Senki Metafight (超惑星戦記メタファイト), il ne fit pas un carton au Japon, mais fut un grand succès aux États-Unis et en Europe.
De la fin des années 1980 au début des années 1990, Sunsoft connaît son âge d'or, l'entreprise détient alors les grandes licences de l'époque comme La Famille Addams, Batman, ou bien les Gremlins.
L'âge d'or de la compagnie prendra fin, et son déclin débutera au commencement de l'ère 16-bit, où les jeux NES de Sunsoft n'auront plus un grand succès, des jeux tels que U-four-ia: The Saga ou Mr. Gimmick.
En 1995, ils évitent de peu la banqueroute et ne feront plus que quelques jeux Blaster Master sur Game Boy Color et PlayStation.
La filiale nord-américaine Sun Corporation of America fait elle-même face à une énorme restructuration et tous ses jeux sont soit annulés ou vendus à d'autres compagnies. Son personnel est convoqué en février 1995 pour être informé que leur compagnie fermait dans l'immédiat. 4 ou 5 employés sont conservés pour finaliser les opérations et faciliter le transfert des propriétés intellectuelles  à Acclaim Entertainment. Il est révélé que Sun Corporation a perdu des millions de dollars dans un investissement de terrain de golf à Palm Springs[Lequel ?] ce qui s'est repercuté aux coupures d'emplois au sein de la compagnie. Finalement, ils ferment leurs studios américains et européens dans les années 2000, mais restent actifs au Japon d’où ils publient toujours des RPGs, des jeux de Mah-jong ainsi que des jeux de Pachinko.
Le 14 septembre 2006, Sunsoft annonce être partenaire pour la Console virtuelle (Wii). En réalité, il faudra attendre en décembre 2009 pour que Sunsoft sorte son premier jeu sur console virtuelle avec l'aide de l'éditeur de GaijinWorks, soit la version NES de Blaster Master. Le même mois, Sunsoft fait l'acquisition de la librairie complète videoludique de la défunte Telenet Japan avec l'intention de sortir certains de leurs jeux sur Console virtuelle.